# Cumbia (Mali)
Cumbia é uma vila e comuna rural da circunscrição de Iorosso, na região de Sicasso ao sul do Mali. Segundo censo de 1998, havia 15 274 residentes, enquanto segundo o de 2009, havia 24 915. A comuna inclui 11 vilas.